# Peter Gould

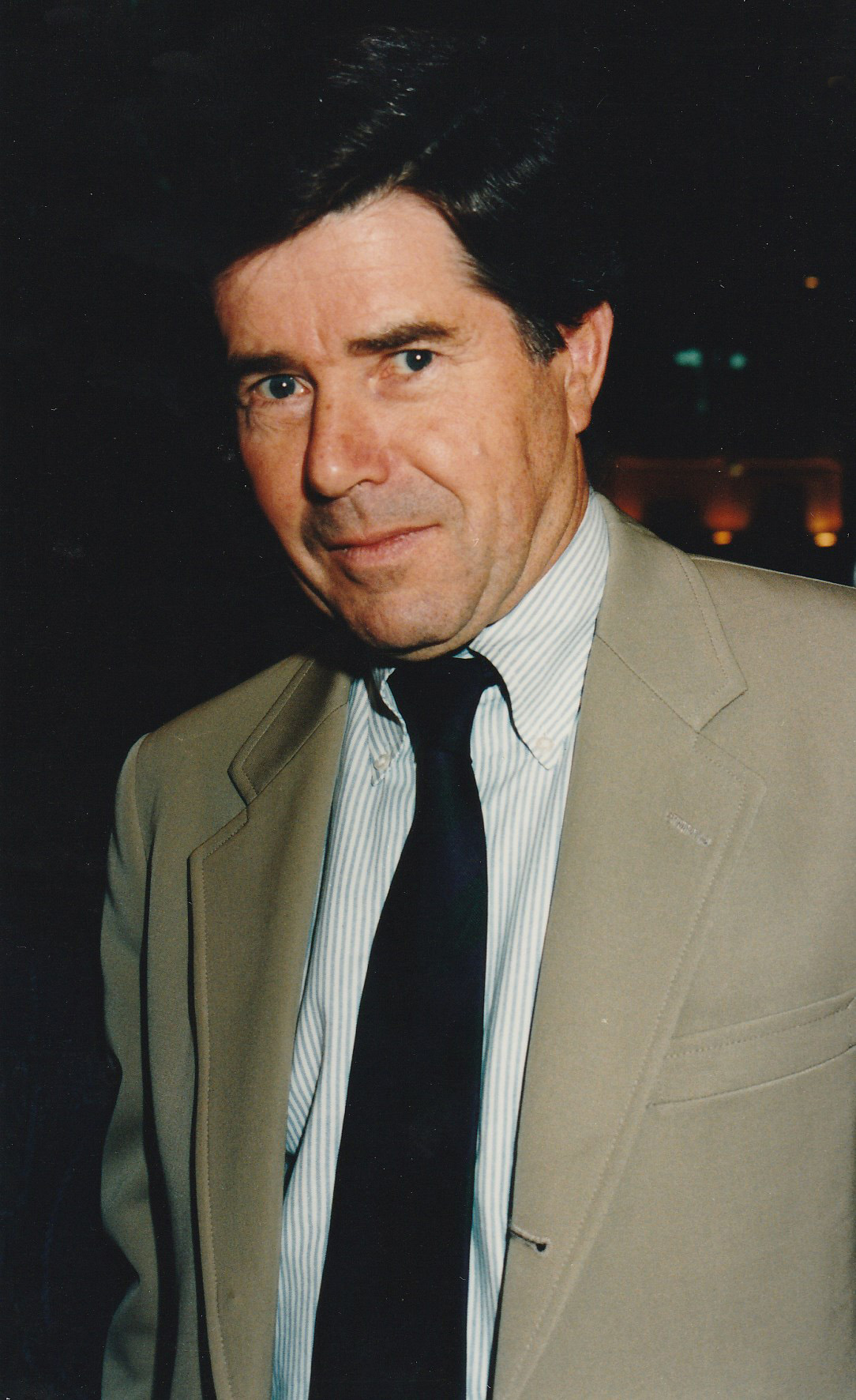
Peter Gould

Peter Robin Gould (Coulsdon, 18 november 1932 – State College, 22 januari 2000) was hoogleraar geografie aan de Pennsylvania State University, bekend van zijn werk over ruimtelijke analyse en maatschappelijke vraagstukken. In 1993 is hij onderscheiden met de Prix Vautrin Lud.

## Levensloop
Zijn jeugdjaren bracht Gould door in Engeland, met een onderbreking in de periode vlak voor de Tweede Wereldoorlog toen hij met zijn moeder enige tijd in een klein dorp in het Schwarzwald verbleef. In 1940 vertrok hij met zijn moeder naar de Verenigde Staten. Zijn vader was als marineofficier veel van huis. In 1943 keerde hij terug naar Engeland waar hij het Pangbourne Naval College bezocht. Daarna vervulde hij zijn militaire dienstplicht bij de Gordon Highlanders. Een groot deel van zijn actieve diensttijd verbleef hij in Maleisië. Na zijn militaire diensttijd vertrok hij weer naar de Verenigde Staten voor een studie aan de Colgate University. In 1956 studeerde hij summa cum laude af. In datzelfde jaar trouwde hij met Johanna Struyck.
Tijdens zijn studie was hij geïnteresseerd geraakt in de regionale geografie van Afrika. Zijn proefschrift had als onderwerp het transportsysteem in Ghana. Zijn Ph.D. verkreeg hij in 1960. Deze Afrikaanse ervaringen waren voor Preston James aanleiding Gould een aanstelling als assistant-professor aan te bieden aan de Syracuse University. In 1962-1963 verbleef Gould voor veldwerk in Tanzania.
In 1963 volgde zijn benoeming aan de Pennsylvania State University, ook wel Penn State genoemd.  Hij zou aan deze instelling verbonden blijven tot 2000. Hij bezette er later de Evan Pugh-leerstoel. Het eervolle Evan Pugh-ordinariaat werd hem toegekend als erkenning voor zijn werk aan deze universiteit. Het verschafte hem extra financiële mogelijkheden voor het doen van onderzoek.  Tussen 1963 en 2000 deed Gould gedurende een drietal sabbaticals onderzoek in het buitenland: van 1969-1970 in Lund, waar hij nauw samenwerkte met Torsten Hägerstrand en Gunnar Tornqvist. De andere twee sabbaticals (1983-1984 en 1992-1993) werden besteed in Grenoble bij het Institut de Géographie Alpine.
Na zijn overlijden in 2000 werd het Peter R. Gould Center for Geography Education and Outreach (Gould GEO-Center) in het leven geroepen ter bevordering van de spreiding van geografische kennis.

## Wetenschappelijk werk
Gould heeft een groot aantal publicaties op zijn naam staan, waaronder een twintigtal boeken. Bijzonder is ook zijn correspondentie met collega’s over de hele wereld. Jaarlijks schreef hij honderden brieven over wetenschappelijke onderwerpen.

### Ruimtelijke analyse
Gould kan worden beschouwd als een van de pioniers op het gebied van de ruimtelijke analyse. Zijn grote belangstelling voor en kennis van allerlei vormen van toegepaste wiskunde vormde de basis voor de introductie in de geografie van technieken als lineaire programmering, entropie maximalisatie, speltheorie en principale componenten analyse. Al bij zijn eerste onderzoek naar het transportsysteem in Ghana (1960) keek hij naar de mogelijkheden van netwerkanalyse en speltheorie. De principes van de speltheorie werden ook gebruikt bij een onderzoek, in 1965, naar de manier waarop boeren in Kenya hun beslissingen namen.
In 1969 introduceerde hij het gedachtegoed van Torsten Hägerstrand in de Verenigde Staten met de publicatie van Spatial diffusion en een aantal jaren later verscheen Mental Maps, dat hij schreef met R. White (1974). Dit boek had ook grote invloed buiten de geografie.
De onvrede met de bestaande inleidende handboeken voor geografiestudenten leidde in 1971 tot het uitbrengen van Spatial Organisation: The Geographer’s View of the World. Hij schreef het met Ron Abler en John Adams. Het verschil met de toen gangbare op regionale, beschrijvende geografie gebaseerde handboeken was groot. Volgens de auteurs was de geografie een nomothetische wetenschap. De beginselen die aan het ruimtelijke gedrag van mensen ten grondslag liggen, waren algemeen toepasbaar. Na inleidende hoofdstukken over wetenschap, wetenschapsleer en geografie wordt een groot aantal methoden en technieken voor ruimtelijke analyse behandeld. Tot Goulds teleurstelling werd het handboek, ondanks gunstige kritieken, te moeilijk gevonden in de Verenigde Staten. Het werd wel veel op Europese universiteiten gebruikt.

### Polemiek
Gould ergerde zich aan de weerstand die de ruimtelijke analyse en behaviorale geografie hadden ondervonden in de periode 1957-1977. Hij had zich steeds sterk gemaakt voor een nomothetische benadering in de geografie en hij had grote bedenkingen tegen de (traditionele) idiografische benaderingswijze. In niet mis te verstane termen hekelde hij de traditionele geografie. Vooral Carl Ortwin Sauer moest het ontgelden in zijn artikel 'Geography 1957-1977: the Augean Period' dat in 1979 verscheen. Hij kwalificeerde diens 'The Education of a Geographer' uit 1956 als "shabby, parochial and unintelligent".
Becoming a Geographer uit 1999 kan worden gezien als een wetenschappelijke autobiografie. Het boek demonstreert hoe de analytisch geschoolde Gould met zijn voorliefde voor mathematische methoden en technieken ook belangstelling had voor ethische en filosofische kwesties. Hij had grote belangstelling voor de ideeën van Ludwig Wittgenstein. Na 1980 volgde hij jarenlang colleges over Martin Heidegger van de filosoof Joseph Kockelmans die tussen 1968 en 1993 doceerde aan de Penn State University. Er zijn in dit boek onder meer kritische beschouwingen over postmodernisme, feminisme en kolonialisme, waarbij geen blad voor de mond werd genomen.

### Maatschappelijke vraagstukken
In de periode 1990-2000 paste Gould zijn ideeën over ruimtelijke diffusie toe op grote maatschappelijke vraagstukken zoals de wijze waarop AIDS zich over een gebied verspreidde (1993, The Slow Plague). Het in kaart brengen van het verloop van de ziekte in tijd en ruimte kon naar zijn overtuiging helpen de juiste middelen op de juiste plaats in te zetten. In 1990 verscheen Fire in the rain, over de ruimtelijke effecten van de nucleaire ramp in Tsjernobyl

## Onderscheidingen
- 1975 AAG Meritorious Contribution Award
- 1982 Eredoctoraat Université Louis Pasteur Straatsburg
- 1993 Prix Vautrin Lud
- 1997 Anders Retzius Gold Medal van de Zweedse Academie voor Anthropologie en Geografie

## Publicaties, een selectie
- Gould, P. (1999). Becoming a geographer. Syracuse University Press.
- Gould, P. (1993). The Slow Plague: a geography of the AIDS pandemic. Blackwell Publishers.
- Gould, P. (1990). Fire in the Rain: the democratic consequences of Chernobyl. lJohns Hopkins University Press.
- Couclelis H., Golledge R., Gould, P. (1988). A Ground for Common Search. The Santa Barbara Geographical Press
- Gould, P. (1985). The geographer at work. Routledge
- Gould, P., Johnson, J., & Chapman, G. (1984). The structure of television. Taylor & Francis.
- Couclelis H., Golledge R., Gould, P. (1982). A search for common ground. Routledge Kegan & Paul.
- Gould, P. (1981). 'Letting the Data Speak for Themselves',  Annals of the Association of American Geographers, 71(2), 166-176.
- Gould, P. (1979). 'Geography 1957–1977: the Augean period', Annals of the Association of American Geographers, 69(1), 139-151.
- Gould, P. (1975). People in information space. Gleerup.
- Gould, P., & White, R. (1974). Mental maps. Harmondsworth : Penguin
- Huang, J. C., & Gould, P. (1974). 'Diffusion in an urban hierarchy: the case of rotary clubs'. Economic Geography, 333-340.
- Gould, P., & Tornqvist, G. (1971). 'Information, innovation and acceptance'. In: Information Systems for Regional Development, Lund series in Geography, Ser. B, Human Geography, (37), 149-168.
- Abler, R., Adams, J. S., & Gould, P. (1971). Spatial organization: the geographer's view of the world. London : Prentice-Hall International.
- Gould, P. (1969). Spatial Diffusion, Resource Paper No. 4. AAG.
- Gould, P. (1969). 'The structure of space preferences in Tanzania'. Area, 1(4), 29-35.
- Gould, P. (1966). 'On mental maps' (No. 10). University of Michigan.
- Gould, P. (1960). The development of the transportation pattern in Ghana. Dept. of Geography, Northwestern University.

- Bibsys: 90259676
- Bibliothèque nationale de France: cb12279684x (data)
- CiNii: DA00478119
- Gemeinsame Normdatei: 121948579
- International Standard Name Identifier: 0000 0000 9595 3189
- Library of Congress Control Number: n84166919
- Bibliotheek van het Japanse parlement: 00441419
- Nationale Bibliotheek van Tsjechië: jn20000602177
- Nationale bibliotheek van Australië: 35137602
- Nationale Bibliotheek van Israël: 987007453084505171
- Nederlandse Thesaurus van Auteursnamen: 06899141X
- Istituto Centrale per il Catalogo Unico: UTOV545979
- LIBRIS: 188505
- Système universitaire de documentation: 031615880
- Trove: 838438
- Virtual International Authority File: 54208441
- WorldCat: E39PBJxcXGRGk4fW39KBbXVcT3